# Џамби
Џамби (инд. Provinsi Jambi), једна је од 34 провинције Индонезије. Провинција се налази на острву Суматра на западу Индонезије. Покрива укупну површину од 50.058 км² и има 3.092.265 становника (2010).
Главни град провинције је град Џамби.

## Демографија
Становништво чине: Малајци (38%), Јаванци (28%), Керинци (10%), Минангбакау (5%), Бањари (3%) и други. Доминантна религија је ислам (96%), хришћани (3%) и других.
| 1971.     | 1980.     | 1990.     | 1995.     | 2000.     |
| --------- | --------- | --------- | --------- | --------- |
| 1.006.084 | 1.445.994 | 2.020.568 | 2.369.959 | 2.407.166 |

## Галерија
- Џамија из колонијалног периода